# H.N. Jacobsens Bókahandil

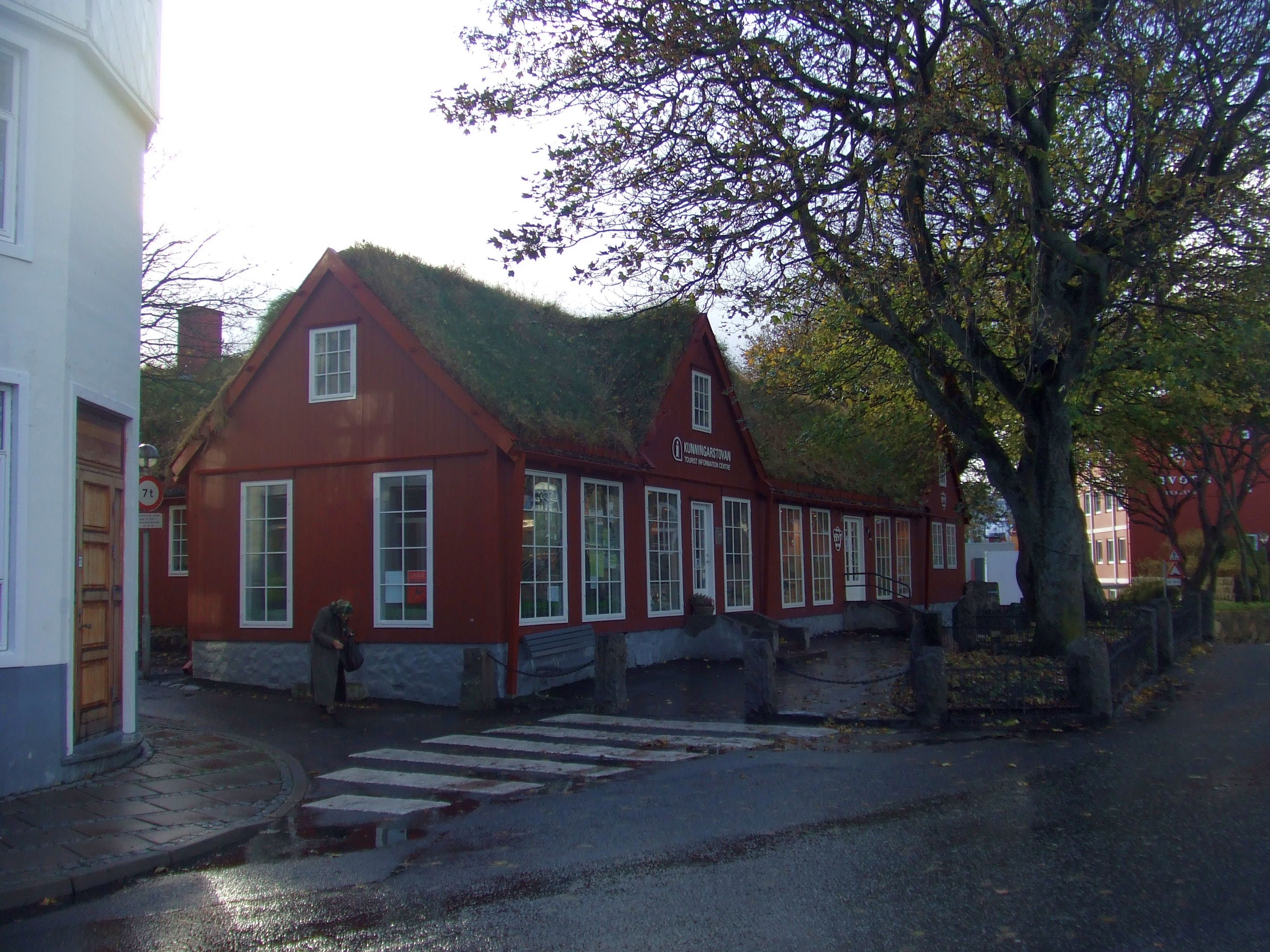
H.N. Jacobsens Bókahandil

H.N. Jacobsens Bókahandil är Färöarnas äldsta bokhandel och bland landets äldsta företag.
Företaget grundades av bokbindaren Hans Niklái Jacobsen på Tinganes i Tórshavn under Ólavsøkadagen den 29 juli 1865. År 1918 flyttade bokhandeln från Tinganes huvudgata Gongin till torget Vaglið vid Niels Finsens gøta. 
Bokhandeln hade också ett tryckeri och ett förlag där många färöiska böcker kom ut.